# Маринус Бикнелл Виллетт
Маринус Бикнелл Виллетт (англ. Marinus Bicknell Willett) — вымышленный персонаж, созданный Лавкрафтом, главным героем его романа «Случай Чарльза Декстера Варда»  (1927). Семейный врач Чарльза Декстера Варда в Провиденс и оппонент Джозефа Карвена.

## Описание
Лавкрафт так описывает Виллета в романе «Случай Чарльза Декстера Варда» (1927):
Виллетт по крупицам собирал сведения, какие только могли понадобиться в деле Чарльза. У него были друзья в Потуксет, поэтому с охотно говорили. Довольно долго и педантично обсуждал сведения. Он использовал дедукцию, индукцию и конструктивное воображение, сопоставив все известные факты из последних лет жизни Чарльза, включая отчаянное письмо доктору. Виллет вызвал на помощь коллег, но убедившись в их твердолобости, дал свои советы мистеру Варду. Вскоре произошло ужасное событие, оставившее неизгладимый след в душе Виллетта и на добрый десяток лет состарившее доктора, молодость которого и без того осталась далеко позади. 
Виллетт не сразу решился лезть в одиночестве, в зловещие катакомбы. Но победило чувство долга, и доктор, отыскав портфель, чтобы забрать важные бумаги, если таковые найдутся, шагнул в бездну. Медленно, как подобает человеку его лет, он спускался по железной лестнице. Он дрожал, не желая даже представлять, что корчится во тьме, однако не прошло и минуты, как он собрал все свое мужество. В руке Виллетта дрожал фонарик, но он заставил себя посмотреть внутрь рукотворного колодца. Потом он жалел, что заглянул внутрь, хотя в качестве хирурга он сделал немало операций, а в качестве патологоанатома провел не одно вскрытие, но это было совсем не то. Не ради успокоения, а чтобы усилить свой ужас, он вспоминал о давнем случае, насчет обгоревшего существа на ферме Карвена. Увидев чудовище кричал и кричал, и кричал таким паническим фальцетом, который никогда не слышал ни один из его знакомых, а так как он был не в силах встать на ноги, то отползал и откатывался подальше от сырых адских камней, сквозь которые поднимались наверх вонь и стоны в ответ на его собственные безумные вопли. 

Слова заклинания словно молотом кто-то вколачивал доктору в голову. Он хотел забыть их и повторял про себя слова молитвы, которые потом почему-то превратились в некий мнемонический винегрет наподобие модернистской «Бесплодной земли» Т. С. Элиота, а потом – в повторявшуюся им очень много раз формулу, которую он нашел в подземной библиотеке. Сделав над собой усилие, Виллетт принялся изучать формулы, выбитые на стенах. Они нагнали на доктора такого страха, что он задрожал всем телом, так как совсем рядом, за углом, уже видел слишком много космических мерзостей. Виллетт заключил, что существуют определенные формы, которые обладают великой силой внушения и плохо воздействуют на разум чувствительного человека, воспринимающего их как кошмарные тени таинственных сил Вселенной и безымянных реальностей, которые обыкновенный человек, защищенный своим иллюзорным здравым смыслом, не в силах осознать. Его друзья откровенно смеялись и говорили, что доктор постарел, посоветовав взять длительный отпуск и в будущем не заниматься сумасшедшими.
Маринус Бикнелл Виллетт — доктор, хирург и лечащий врач семьи Вардов в Провиденс, штат Массачусетс. Описан как «аккуратный, голубоглазый, чисто выбритый джентльмен», который «несмотря на свой маленький рост, выглядит почти величественно». Носил очки и бороду. Принимал роды у матери Варда, поэтому с детства знал Чарльза. От начала и до конца наблюдал за изменениями, происходящими с Чарльзом. Забеспокоился по поводу одержимости Варда своим предком Джозефом Карвеном, его физическим двойником. Доверял Варду и результатам его исследований. Начал свое расследование, в результате которого узнал страшную правду о колдовских опытах молодого человека и возрождённом предке, в уничтожении которого сыграл решающую роль. В деле ему помогал мистер Теодор Вард. Доктор Виллет известный человек в Потуксет и внушал доверие местным жителям. Именно ему Чарльз Вард, сторонившийся родителей, показывал бумаги и дневник Карвена; и ему же написал отчаянное письмо с просьбой о помощи. Виллетт вызвал коллег – доктора Пека и докторам Уэйта из Провиденс и доктора Лимана из Бостона. Был согласен с тем, что занятия Чарльза Варда могли разрушить или, в лучшем случае, покалечить его обыкновенный разум. В отличие от более ортодоксальных коллег, считал, что безумие Варда наступило гораздо позже установленного ими срока. Не будучи мистиком, Виллет в то же время допускал возможность воздействия сверхъестественных сил. Виллетт замечает «Знак Кота», высеченный над дверным проемом, и вспоминает, как его друг Рэндольф Картер нарисовал этот знак и объяснил его силу и значение. Посетил полупризрачную лабораторию Карвена и смог призвать дух умершего. Мертвецы вызвали у него сильнейший шок. Виллетт исследовал историю Карвена и узнал, что тот некромант, а затем разоблачил в нем двойника Чарльза по мельчайшим отличиям на лице. В конце концов Виллетт использует обратную сторону заклинания воскрешения, чтобы превратить Карвена обратно в пыль. Виллетт при уничтожении Карвена использовал против него самого его же магическую формулу Йог-Сотота.

## Вдохновение
«Энциклопедия Лавкрафта» называет Виллетта «доблестным противовесом Карвена» и сравнивает его с детективом Томас Мэлоун или Генри Армитедж в «Ужасе Данвича»; Также как и Виллетт, Армитедж «побеждает злодеев с помощью заклинаний, и он подвержен тем же недостаткам - напыщенности, высокомерию, самомнению, - которые можно увидеть у Виллетта». Лавкрафт задумал 3 главу романа как детектив и Виллетт — отвечает за расследование дела Чарльза Декстера Варда и разгадывает тайну воскрешения Карвена. Лавкрафт часто называет полное имя Маринуса Бикнелла Виллетта, чтобы подчеркнуть почтенный возраст доктора.

## Адаптации
В фильме «Заколдованный замок» (1963) режиссёра Роджера Кормана роль Виллета сыграл Фрэнк Максвелл. 